# 国道476号

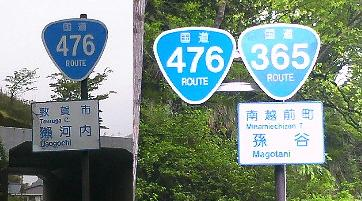
国道476号の標識

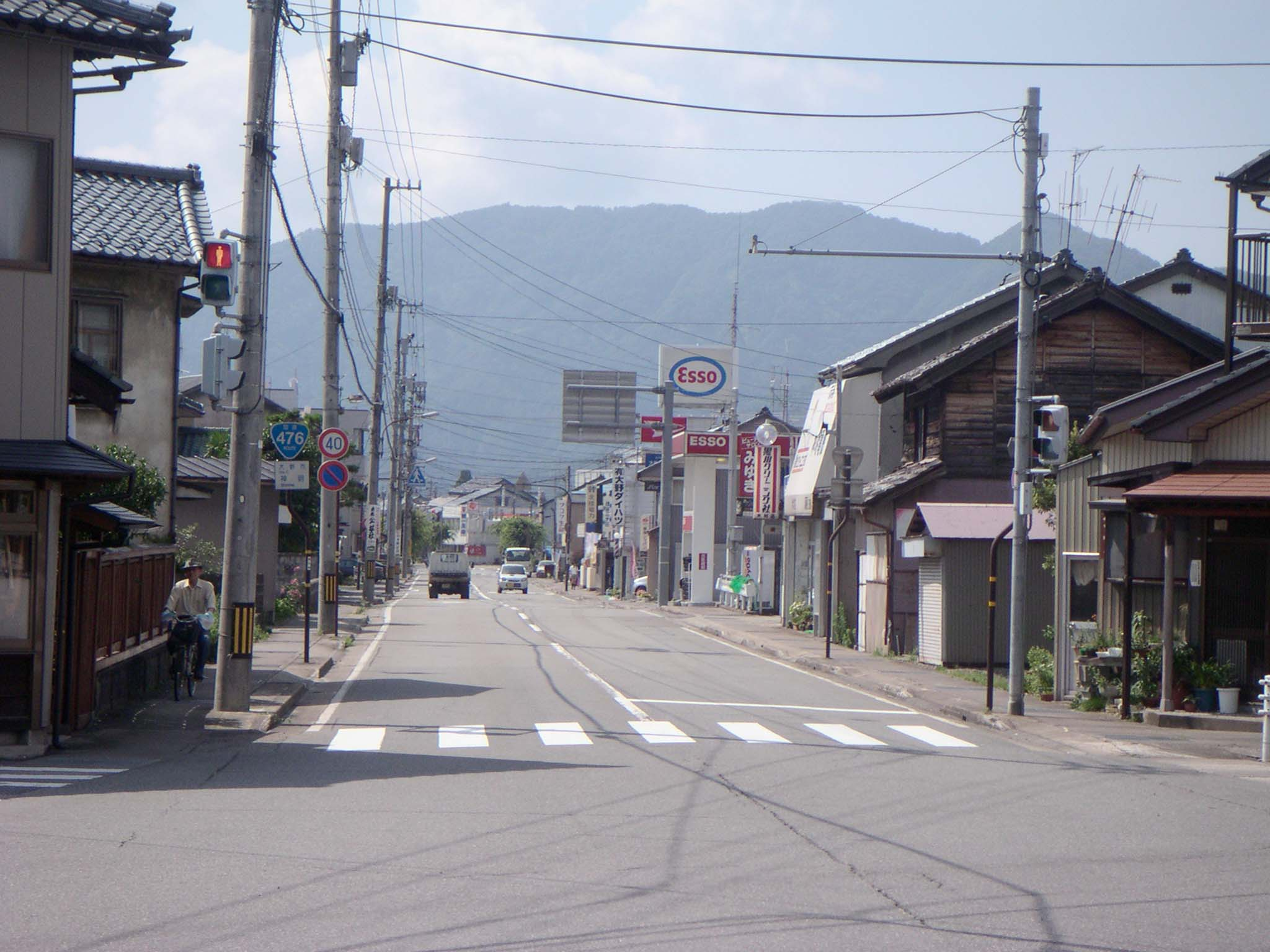
かつて起点であった上神明交差点。

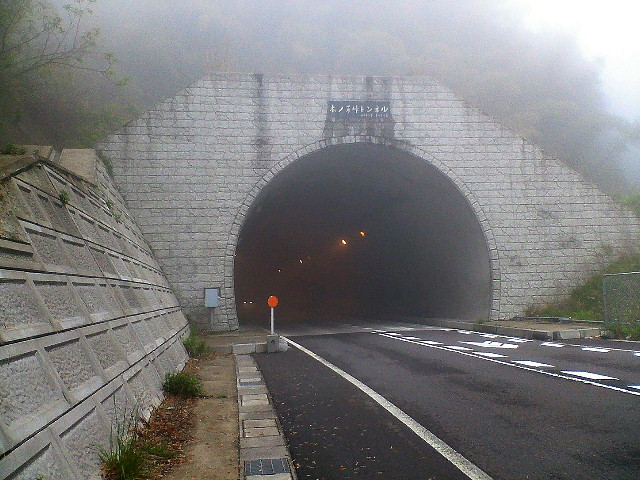
木ノ芽峠トンネル

国道476号（こくどう476ごう）は、福井県大野市から敦賀市に至る一般国道である。

## 概要
国道では唯一、福井県内で完結している路線である。平成の大合併以前は、足羽郡美山町、今立郡池田町、南条郡今庄町の沿道3自治体がR476ふるさとづくり推進協議会を立ち上げ、「ふくい湯けむりそば街道」と称して当地の共通点である蕎麦、温泉、スキー場を活用して地域振興を図った。
大野市内では越前大野駅前や越前大野城近くなど市街中心部を東西に貫いており、「六間大通り」の通称があるが、六間大通りの結ステーション前交差点とめいりん南交差点の間は国道指定されておらず、一本北側への迂回形状となっている。この区間の直線にはかつて道路がなく、大野市有終西小学校の先代校舎が建っていたところを同市が移転・跡地整備し市道としたもので、催事により車両通行止とすることがある。
また池田町は同県内において高規格道路の計画がない唯一の市町であり、本路線は一般国道の417号や主要地方道の福井県道2号武生美山線などとともに町外とを結ぶ道路網の基幹を担っている。
敦賀市区間の一部は国鉄北陸本線の旧線敷を利用しており、新保駅跡や拡張された獺河内トンネル、車道迂回路を設けて歩道となったことで馬蹄形の原型をとどめている樫曲トンネルなどがある。また終点近くの天筒橋は同じく廃止となった北陸本線貨物支線（敦賀港線）を越えるものであったが、路線廃止後も隣接する天筒山トンネルの地上高の関係から存続している。制定当初の国道476号は敦賀港線と平面交差し氣比神宮の南縁を経て大鳥居が建つ神宮前（現・気比神宮）交差点に至っていたが、先述の天筒山ルートに切り替わって終点も曙交差点へと移っている。

### 路線データ
一般国道の路線を指定する政令に基づく起終点および重要な経過地は次のとおり。
- 起点：大野市（菖蒲池10字寺屋敷24-2、国道157号交点）
- 終点：敦賀市（曙交差点 = 国道8号交点）
- 重要な経過地：福井県今立郡池田町、同県南条郡今庄町[注釈 2]
- 総延長 : 76.4 km（重用延長を含む。）[3][注釈 3]
- 重用延長 : 11.2 km[3][注釈 3]
- 未供用延長 : なし[3][注釈 3]
- 実延長 : 65.1 km[3][注釈 3]
  - 現道 : 65.1 km[3][注釈 3]
  - 旧道 : なし[3][注釈 3]
  - 新道 : なし[3][注釈 3]
- 指定区間：なし[4]

## 歴史
- 1993年（平成5年）4月1日 - 一般国道476号（大野市 - 敦賀市）として指定施行[5]。
- 2014年（平成26年）4月22日 - 起点を上神明交差点（国道157号旧道交点）から東へ1.2 kmの国道157号大野バイパス交点に変更[6]。
- 2018年（平成30年）
  - 9月2日 - 西部アクセス道路 開通[7]。
  - 9月24日 - 持越バイパス 開通[8]。
- 2024年（令和6年）3月3日 - 白粟バイパス 開通[9]。

## 路線状況

### 別名・通称
- 六間大通り（大野市）

### バイパス
- 西部アクセス道路：福井県大野市城町 - 犬山。延長 740 m[7]。
- 白粟バイパス：福井県今立郡池田町白粟。延長 928 m。[10]
- 持越バイパス：福井県今立郡池田町持越。延長 994 m[8][11]。

### 重複区間
- 国道158号（大野市犬山・犬山交差点 - 同市犬山）
- 国道417号（今立郡池田町市 - 同町上荒谷）
- 国道365号（南条郡南越前町湯尾 - 同町上板取）

### 不通区間
- 福井県今立郡池田町東俣 - 福井県南条郡南越前町杣木俣（段ヶ岳峠）
  - 大坂峠を通る徒歩道で結ばれているが、車両通行不可。2024年以降は福井県に係る国道で唯一の車両交通不能区間となっている。
  - 代替路として、森林基幹道今庄・池田線（南越前町杣木俣 - 池田町魚見間：6,800 m、2019年10月16日全線開通）、ならびに福井県道203号池田南条線がある[12]。

### 道路施設

#### トンネル
- 丁隧道
- 南野津又隧道
- 木ノ芽峠トンネル（延長：1,783 m）
- 獺河内トンネル（延長：112 m）

### 冬季通行不能区間
- 福井県大野市上丁 - 福井県福井市南野津又町

主な迂回経路は、大野市犬山・犬山交差点 - 国道158号 - 福井市朝谷町・美山橋南詰 - 福井県道2号武生美山線 - 福井市西河原町・河原橋西詰。

## 地理

### 通過する自治体
- 福井県
  - 大野市 - 福井市 - 今立郡池田町 - 南条郡南越前町 - 敦賀市

### 交差する道路
- 国道157号（大野バイパス）（大野市菖蒲池・菖蒲池交差点、起点）
- 福井県道240号本郷大野線（大野市明倫町・三番六間交差点）
- 国道158号（大野市犬山・犬山交差点 -<重複>- 同市犬山）
- 福井県道2号武生美山線（福井市西河原町 -＜重複＞- 今立郡池田町野尻）
- 福井県道34号松ケ谷宝慶寺大野線（今立郡池田町松ケ谷）
- 福井県道175号熊河池田線（今立郡池田町谷口）
- 福井県道117号今立池田線（今立郡池田町稲荷）
- 国道417号（今立郡池田町市 -<重複>- 同町上荒谷）
- 福井県道201号菅生武生線（今立郡池田町菅生）
- 国道365号 （南条郡南越前町燧・燧交差点 -<重複>- 同町上板取）

国道365号重複区間内の接続路線
- 福井県道138号今庄停車場線（南条郡南越前町今庄・今庄駅入口交差点）
- 福井県道207号今庄杉津線（南条郡南越前町今庄）
- 福井県道231号広野大門線（南条郡南越前町大門・大門交差点）

- 福井県道209号五幡新保停車場線（敦賀市葉原 -<重複>- 同市獺河内）
- 国道8号現道（敦賀バイパス）（敦賀市余座・余座交差点）
- 国道8号旧道 敦賀街道[注釈 4]（敦賀市曙町・曙交差点、終点）

### 峠
- 丁坂
- 段ヶ岳峠（分断区間上）
- 木ノ芽峠